# 刘易斯·博斯
刘易斯·博斯（英語：Lewis Boss，1846年10月26日—1912年10月5日），美国天文学家，曾担任纽约州达德利天文台的台长。

## 生平

### 早期生活
博斯出生于罗德岛州普罗维登斯，曾就读于北斯基尤特的兰普汉学院的附属中学和新罕布什尔州的新汉普顿学院。1870年从达特茅斯学院毕业，然后成为美国政府的一名文员。

### 职业生涯
他曾是政府的美加边境线测量远征队的一名助理天文学家。1876年他成为达德利天文台的台长。
博斯以编撰恒星的坐标和自行运动目录而闻名。他也曾于1882领导了一个到智利的远征队，以便观察金星凌日，还曾编撰了一个关于彗星轨道的目录。他最著名的发现是毕宿星团汇聚点的计算，因此他于1905年得到了英国皇家天文学会金质奖章。
他于1909年成为了天文期刊的一名编辑，接下来的一年他出版了《1900年代的6188颗恒星的总星表初编》，一个关于恒星自行运动的汇编。在他去世后，天文期刊的任务落到了他儿子本杰明·博斯的头上。本杰明持续编辑期刊直到1941年，还扩充了他父亲的星表，于1936年出版了《博斯总星表》。

### 去世
1912年10月5日，博斯在纽约州奥尔巴尼去世。

## 荣誉
- 月球上的博斯环形山以他的名字命名

## 家庭生活
在1871年12月30日，博斯迎娶了海伦。他们的儿子本杰明·博斯也是一位著名的天文学家。